# Lovász Irén
Lovász Irén (Karcag, 1961. április 11. –) Kossuth-díjas magyar népdalénekes, előadóművész, a néprajztudomány kandidátusa, egyetemi docens, érdemes művész.
Énekes előadóként 14 szólóalbuma a német Erdenklang Musicverlag, az amerikai CC'nC Records, a magyar Fono Records és Hungaroton Classics kiadóknál és legújabban saját SIRENVOICES kiadójánál jelentek meg. Közreműködik több nemzetközi világzenei válogatáslemezen is, többek között a HEARTS OF SPACE, WARNER MUSIC France, Minos-EMI, Enja Records, Origines és más world music albumokon.
Nemzetközi és hazai elismerések, így az Év Legjobb Énekesnője EMeRTon Díj, a Magyar Művészetért Díj, Bartók Béla Díj vagy a Német Lemezkritikusok Díjának kitüntetettje. Rangos helyszínek fellépője a Művészetek Palotájától a Mátyás templomon, a zágrábi, az ulmi és a brüsszeli katedrálison át a londoni Covent Gardenig. Tudományos és művészi pályája szintéziseként zene-és vallásantropológiával, hangterápiával és archaeo-akusztikával is foglalkozik.

## Életpályája
1979-ben érettségizett a siófoki Perczel Mór Gimnáziumban. 1984-ben a József Attila Tudományegyetem Bölcsészettudományi Karán szerzett diplomát. 1984–1988 között az Országos Széchényi Könyvtárban dolgozott könyvtárosként. 1986–1995 között a pécsi Janus Pannonius Tudományegyetem kommunikáció tanszékén tanársegédként dolgozott. 1988–1995 között a Néprajzi Múzeum népzenei gyűjteményében muzeológus volt. 1989–1992 között a Tudományos Minősítő Bizottság ösztöndíjasa, 1991–1995 között a Magyar Tudományos Akadémia Doktori Tanácsának doktori ösztöndíjasa volt. 1995-ben védte meg kandidátusi disszertációját. (A szakrális kommunikáció. Népi imádságok pragmatikai, antropológiai megközelítése címmel.)
1995-ben készítette első szólólemezét Világfa címmel a Magyar Nemzeti Múzeum felkérésére, a nagy Millecentenáriumi régészeti kiállítás kísérőzenéjeként (zeneszerző: Hortobágyi László).
Első külföldi szólólemeze, mely a Világfa átdolgozott kiadása: Rosebuds in a Stoneyard, Erdenklang 1996, elnyerte a Német Zenekritikusok Díját a népzene/világzene kategóriában. A Világfa második kiadásban is megjelent: 1999. Fonó Records.
Régizenei együttesek szólistája volt, kortárs zenét is énekelt, valamint jazz zenészekkel is dolgozott. Együtt turnézott Európában Snétberger Ferenc jazz gitárossal.
Peeter Vahi, észt zeneszerző az ő hangjára komponált egy kortárs zeneművet, melyben kora középkori tibeti és szanszkrit nyelvű szövegeket énekel: Supreme Silence, CCn’C Records 1998.)
1998–2003 között a Makám együttessel dolgozott együtt. Közös lemezeik: Skanzen 1999, 9 Colinda 2001, Szindbád 2002. (Fonó Records).
A magyarországi Waldorf óvónőképzésben a kezdetekről részt vett mint a magyar népdal és népszokásköltészet oktatója.
2000-ben jelent meg a Teagrass nevű brnói cseh-morva-szlovák kortárs népzenei együttessel közösen készített lemezük, mely a kelet-európai régió különböző népzenéiből készült világzene: Irén Lovász—Teagrass: Wide is the Danube, CCn'C Records 2000.
2003-ban neki ítélték oda Magyarországon az Év legjobb énekesnőjének járó eMeRton díjat.
2005-ben új zenei formációt hozott létre, és az új zenekarával elkészítette a Fellegajtó c. lemezét (Hungaroton Classic 2005.), amely archaikus magyar népdalok, szakrális énekek és gregorián dallamok alapján épít egy új zenei világot. A zenekar tagjai: Lukács Miklós cimbalom, Szokolai Dongó Balázs fafúvósok, Mizsei Zoltán billentyű, Farkas Zoltán basszusgitár, Gyulai Csaba ütőhangszerek.
2006-ban Bartók Béla emlékdíjat kapott.
2006-ban egy négyrészes lemezsorozatot indított Gyógyító hangok címmel szerzői kiadásban.
Első része: Égi hang/Sacred Voice (2006. Sirenvoices). A szakrális magyar népköltészetből merít és középkori gregorián dallamokat, zsoltárokat is megszólaltat.
Második része: Belső hang/Inner Voice (2007. Sirenvoices) meditatív zene, belső utazás a négy természeti őselem, föld, víz, tűz, levegő megidézésével.
2008-ra mindkét lemez ARANYLEMEZ lett.
2008-as lemeze: Szerelmes virág/Flower in love (Sirenvoices 2008) crossover album, a reneszánsz tánczene zene és a korabeli népzene anyagából. Közreműködik: Győri István: reneszánsz lant, Szabó Zsolt: viola da gamba, Horváth Kornél: ütőhangszerek, : furulya, kaval, duda, fujara)
2008-ban indította a máig sikerrel működő heti Dalolókörét a Budavári Művelődési Házban hogy a dalolás testi-lelki öröméért, egészségünk és harmóniánk fenntartásáért, az ősök hagyatékának megismeréséért, a hagyományainkban rejlő értékek és erők felfedezéséért, kincseink újra birtokbavételéért, népdalaink éneklésének lehetőségéért minden kedden összejöhessünk dalolni.
2009-ben Magyar Művészetért díjat kapott.
2009-ben megjelent a VILÁGFA REMIX albuma (Sirenvoices, 2009.)
2010-től a Károli Gáspár Református Egyetem Bölcsészettudományi Karának docense. 2014-ig a Kommunikáció-és Társadalomtudományi Intézet majd a Művészettudományi és Szabadbölcsészet Intézet munkatársa. Kutatási és oktatási szakterületei:
Kulturális antropológia, vallásantropológia, vallási folklór, szakrális kommunikáció, kulturális tanulmányok, kulturális kommunikáció, kultúra és szemiotika, művészeti kommunikáció, hagyománypedagógia, művészetterápia, zeneterápia, archaeoakusztika.
2011-ben megjelenik a Szakrális Kommunikáció című könyvének második kiadása. (Károli Könyvek –L’Harmattan kiadó, Budapest)
2012-től az ELTE Zenetaraeuta szakképzésének meghívott előadója.
2015-ben megjelentette a Hangtájkép/Soundscape c. lemezét a Lovász Irén- Groove&Voice Trioval: Horváth Kornél (ütőhangszerek) és Mizsei Zoltán (ének, billentyű) közreműködésével.
2017-ben megjelentette  a Gyógyító Hangok c. lemezsorozata harmadik darabját NŐI HANG címmel. (Sirenvoices 2017.) zene: Hortobágyi László

## Művei
https://m2.mtmt.hu/api/author/10034727

### Monográfiák
- Szakrális kommunikáció. Bp. Európai Folklór Intézet, 2002
- Szakrális kommunikáció. 2. kiadás, Károli Könyvek. L’Harmattan, Budapest. 2011

### Szerkesztett kötetek
Sepsi Enikő, Lovász Irén, Kiss Gabriella, Faludy Judit (szerk.): Vallás és művészet. Károli Gáspár Református Egyetem – L'Harmattan Kiadó, Budapest, 2016

### Könyvfejezetek
- Oral Christianity in Hungary: Interpreting Interpretations. in: Davies, J. & I. Wollaston (Eds.) The Sociology of Sacred Texts. Sheffield Academic Press, 1993. 72-82.
- Religion and Revolution: A Hungarian Pilgrimage in Rumania. in: Martin, L. (Ed.) Religious Transformations and Socio-Political Change. Eastern Europe and Latin America. Mouton de Gruyter, Berlin, New York, 1993. 127-142.
- „Az elme hallja, nem a fül.” Egy asszony látomásainak antropológiai megközelítése. in: Küllős I.-Pócs É. (szerk.): Álom, látomás, extázis. Bp. Akadémiai, 1994
- A szakrális kommunikáció elméletéhez. In Benedek-Csonka-Takács (szerk.): Démonikus és szakrális világok határán. Mentalitástörténeti tanulmányok Pócs Éva 60. születésnapjára. Bp. 1999. 419-440.
- Az imádkozásról. In Barna G. (szerk.): Nyisd meg Uram szent ajtódat. Köszöntő kötet Erdélyi Zsuzsanna 80. születésnapjára. Bp. 2001. 3-37.
- Életrajzi beszélgetés Erdélyi Zsuzsannával. In Barna G. (szerk.): Nyisd meg Uram szent ajtódat. Köszöntő kötet Erdélyi Zsuzsanna 80. születésnapjára. Bp. 2001. XI-XLV.
- Fülszöveg. In: Gulyás Judit- Szeleczky Ildikó (szerk.): Gyűjtőszenvedély. Geobox Hungary Kiadó, 2008. ISBN 978-963-87835-0-9
- Power of Sustainale Heritage through the Healing Voice of Traditional Singing. In: Hoppál, M. (Ed.) Sustainable Heritage, 227-238. 2010
- Szakrális kommunikáció. 2. kiadás, Előszó a második kiadáshoz. Károli Könyvek. L’Harmattan, Budapest. 2011. 9-17.
- Vallásfogalmak a kulturális antropológiában és a vallástudományban az utóbbi évtizedekben. In: Kendeffy G.- Kopeczky R. (szerk.): A vallásfogalmak sokfélesége Bp. KRE-L’Harmattan, 2012. 17-28.
- Hagyománypedagógia és lelkiegészség nevelés. Az emberi hang és a dalolás gyógyító ereje napjainkban. in: Lázár Imre – Szenczi Árpád (szerk.) A nevelés kozmológusai. Kodály Zoltán, Karácsony Sándor, Német László megújító öröksége. Bp. KRE- L’Harmattan, 2012. 147-169.
- A népzene mint művészeti kommunikáció; In: Spannraft Marcellina, Sepsi Enikő, Bagdy Emőke, Komlósi Piroska, Grezsa Ferenc (szerk.)
- Ki látott engem? Buda Béla 75. 444 p. Budapest: Károli Gáspár Református Egyetem; L'Harmattan Kiadó, 2014. pp. 289–305. (Károli Könyvek) (ISBN 978 963 236 826 9)
- "Médium vagyok" – egy női spirituális közvetítő ma Budapesten; In: Vassányi Miklós, Sepsi Enikő, Voigt Vilmos (szerk.) A spirituális közvetítő. 404 p. Budapest: L'Harmattan, 2014. pp. 305–327. (ISBN 978-963-236-860-3)
- A hagyomány tisztelete. Utószó. In: Szeleczky Ildikó (szerk.): Terített asztalaink üzenete. Vendégvárás Művészete Egyesület, Szentendre, 2014. 240-241. ISBN 978-963-08-8968-1
- Respecting Traditions. Afterword. in: Ildikó Szeleczky (ed): Hungarian Table Settings. Messages from the past and Present. Association for the Art of Entertaining Guests. Miskolc, 2016. 240-241. ISBN 978-963-12-3335-3
- Barlangtól a kupoláig: szakrális terek akusztikai hatásairól – Az archaeoakusztikától a hangterápián át a kortárs előadóművészetig, In: Sepsi Enikő, Lovász Irén, Kiss Gabriella, Faludy Judit (szerk.): Vallás és művészet. Károli Gáspár Református Egyetem – L'Harmattan Kiadó, Budapest, 2016. 409-430.
- Voicing Cave: Experience and Metaphor. From Archaeoacoustics to Voice Therapy. In: Linda Eneix (ed.) Archaeoacoustic II. The Archaeology of Sound. Publications of the 2015 conference in Istambul. OTSF, Florida, 2016. 93-101.
- Lovász, Irén ; Paolo, Debertolis: Archaeoacoustic approach of the Rounda in BényIn: Linda, C Eneix; Michael, W Ragussa (szerk.) Archaeoacoustics III – More on the Archaeology of Sound : Publication of Papers from the Third International Multi-Disciplinary Conference (Volume 3) Myakka City (FL), Amerikai Egyesült Államok : The OTS Foundation, (2018) pp. 111–121. , 11 p.
  - Szakrális tér- színházi tér: Emberi hang az akusztikus térben  In: Spannraft, Marcellina (szerk.) Tertium datur : Tanulmányok Lázár Imre tiszteletére  Budapest, Magyarország : Károli Gáspár Református Egyetem, L’Harmattan Kiadó (2018) pp. 141–157. , 17 p.
  - Áldás, átok, jókívánság. A performatívumok szerepe a magyar néphagyományban  In: Béres, István; Korpics, Márta (szerk.) Ha kiderül az alkony : Tanulmányok Spannraft Marcellina tiszteletére  Budapest, Magyarország : Károli Gáspár Református Egyetem – L’Harmattan Kiadó (2019) pp. 117–133. , 17 p.
  - Vallás és mágia, ima és ráolvasás – Az archaikus népi imádságok műfaji, tipológiai kérdései Erdélyi Zsuzsanna munkásságában  In: Fehér, Anikó (szerk.) Vallás – nép – művészet : Egyházművészeti tanulmányok Egyéb URL  Budapest, Magyarország : Magyar Művészeti Akadémia Művészetelméleti és Módszertani Kutatóintézet, (2019) pp. 17–33. , 17 p.
  - A gyógyító hangok antropológiájához: a népdaléneklés testi-lelki hatásairól In: Lázár, Imre (szerk.) A társas-lelki és művészeti folyamatok pszichofiziológiája Budapest, Magyarország : Károli Gáspár Református Egyetem, L’Harmattan Kiadó (2019) 332 p. pp. 251–278. , 28 p.
  - Hang, test, lélek. A szakrális kommunikáció és gyógyítás archaikus formái ma a gyimesi csángóknál  In: Korpics, Márta; Spannraft, Marcellina (szerk.) Társadalmi kommunikáció és szakralitás I. : Közelítések és mélymerülések  Budapest, Magyarország : Károli Gáspár Református Egyetem (KGRE), L’Harmattan Kiadó (2020) pp. 131–155. , 25 p.Tudományos
  - Lovász, Irén  A székelyvéckei jelenés mint szakrális kommunikáció  In: Korpics, Márta; Spannraft, Marcellina (szerk.) Szakrális közösségek – kollektív emlékezet  Budapest, Magyarország : Károli Gáspár Református Egyetem, L’Harmattan Kiadó (2021) pp. 163–182. , 20 p.  Szaktanulmány (Könyvrészlet) | Tudományos[32867550] [Nyilvános]

### CIKKEK TUDOMÁNYOS FOLYÓIRATOKBAN
- „Szent szó, szent beszéd….” Az archaikus népi imádságok megértéséhez, Vigilia, 1991. 56.6. 335-336.
- Gyógyító hagyomány. Avagy az írástudatlan alkotók tisztelete. Ludányi András (szerk.) Itt-Ott kalendárium, Ohio, USA , 2006. 53-64
- A szakrális kommunikáció kutatásáról, különös tekintettel az imádságra. In Studia Caroliensia, 2008/2. 37-46.
- „Krisztus urunk maga mondta…” Szemiotikai lehetőségek az archaikus népi imádságok kutatásában. Vallástudományi Szemle 2011/3.86-98.
- Baji Lázáér Imre , Lovász Irén: Szinház a szent és a profán mezsgyéjén: A Nemzeti Színház új arcáról, MAGYAR NAPLÓ XXVI: pp. 14–16. (2014)
- On the Healing Power of Traditional Singing and Human Voice in Hungarian Culture – Past and Present, in Medicinszkaja Antropologija  i Bioetika, 2018. 01.15. http://www.medanthro.ru/?page_id=3594&lang=en
- Népdaléneklés a hagyománypedagógia és a lelkiegészség-nevelés szolgálatában  MAGYAR MŰVÉSZET: A MAGYAR MŰVÉSZETI AKADÉMIA ELMÉLETI FOLYÓIRATA 7 : 3 pp. 32–38. , 7 p. (2019)
- Több, mint Mester. Emlékképek Erdélyi Zsuzsanna születésének 100. évfordulóján  ORSZÁGÚT : MŰVÉSZET TUDOMÁNY KÖZÉLET 11 : 6 p. – (2021) 2021. március 26.18-19. Közérdekű
- Tisztelet a Mestereknek – Vallomás Erdélyi Zsuzsanna és Domokos Pál Péter jelenlétéről: Erdélyi Zsuzsanna születésének 100., Domokos Pál Péter születésének 120. évfordulójára  MAGYAR SZEMLE XXX. : 5-6. pp. 7–20. , 14 p. (2021) Tudományos

### Konferenciák
- Tito lives! Symbols of identity and assimilation in musical culture. In: Bente Gullveig Alver and Torunn Selbesrg (Eds.): Papers II. SIEF 4th Congress – Bergen, 19-23. June 1990. 417-440.
- Boundaries Between Language and World in „Archaic world concept”, Paper for the X. Congress of the International Society of Folk Narrative Research. L. Petzold. (Ed.): Folk Narrative and World View. Innsbruck. 1992. 4-11 July. 463-469.
- Sacred Language and Secret Speech., in: Hoppál M. – Pentikainen, J. (Eds.): Northern Religions and Shamanism. Budapest/Helsinki, 1992. 39-45.
- A gyógyító hangok antropológiája. A hagyományos magyar népzene terapikus lehetőségei. Előadás kézirata. Sacral Communication and Healing EASA, (szerk.: Lázár Imre) Károli Gáspár Református Egyetem, Budapest, 2011. július 4.
- Női hang a magyar népköltészetben és a mindennapokban, avagy a dalolás terapikus lehetőségei. Előadás kézirata. III. Gyakorlati Gyermekpszichiátria Gyermekorvosoknak és Gyermekekkel foglalkozó szakembereknek. Továbbképző tanfolyam.. (szerk.: Pászthy Bea) Balatonfüred, 2011.szeptember 8-10.
- The twentieth anniversary of revitalizing the Hungarian association of IAHR : Facts, documents and the memories of a secretary. Paper presented for the EASR 10th Congress, Budapest, 19. Sept. 2012.
- „Médium vagyok.” Egy női spirituális közvetítő ma Budapesten. A spirituális közvetítő c. konferencián elhangzott előadás. Megjelenés alatt. KRE Bp. 2013. június 21.
- ”It is the mind that hears it, not the ear…” Sounds, lights, visions in a peasant mysticism. Paper presented at the International conference: Reflections on the Immediate Experience of God in the European Tradition. In press. Bp. KRE, 18. May. 2013.
- Healing Body and Soul, restoring Earth and Spirit with folkmusic and landart inroducing the Soundscape-Landscape concept.
- Lecture presented in EASA Summer University: Sacred Communication and Healing: Restoring Earth, Restoring Spirit, Nagykőrös 02.07.2014.
- FEMALE VOICE AS A TOOL OF SACRED COMMUNICATION AND HEALING IN THE HUNGARIAN TRADITION in: Konference Hlasohled 2014. Hlas jako nastroj komunikace s tím, co cloveka presahuje. Praha 8-9. Listopadu. 2014.: http://www.hlasohled.cz///pdf/SBORNIKY%20-%20KONFERENCE/sbornik_konference%202014.pdf. 27-52.

## Lemezei
- Világfa (1995, 1999)
- Rosebuds in a Stoneyard (1996)
- Supreme Silence (1998)
- Skanzen (1999)
- Wide is the Danube (2000)
- 9 kolinda (2001)
- Szindbád (2002)
- Fellegajtó (2005)
- Égi hang (2006)
- Belső hang (2007)
- Szerelmes virág (2008)
- Virágfa/Remix album (2009)
- Hangtájkép/Soundscape (2015)
- Női hang (2017)
- Gyógyító hang (2023)
- Three Voices/ Trí hlasy: Jitka Šuranská / Irén Lovász / Michal Elia Kamal: Indies Scope/CZ, 2015
- Ezen kívül a világ különböző kiadóinak népzenei/világzenei gyűjteményes lemezein énekel, valamint közreműködik különféle zenei produkciókban, mint pl.:
- 1. Traditional Music of Amygdala by László Hortobágyi, Erdenlkang 1991 Germany
- 2. The transglobal and Magical sound of László Hortobágyi, Network Medien GmbH 1996, Germany
- 3. Her Song, Shanachie Corp. 1996. USA
- 4. Tanz and Folkfest. Rudolstadt, Hei Deck 1997. Germany
- 5. Ferenc Snétberger: Obsession, Enja Records 1998. Germany
- 6. Origines,. Warner Music France, 1998.
- 7. Ethnic voices and songs., MINOS-EMI 1998. Greece
- 8. Mother Earth, MINOS-EMI 1998, Greece
- 9. Origins (De l’origine de l’Homme) Origins-EMI 1998, France
- 10. World Voices 1. Hearts of Space, 1998. USA
- 11. Ethnica and World Music, New Sounds 1998. Italy
- 12. Beautiful Morning...Koch Records 1999. Germany
- 13. World Festival of Sacred Music 1-2. CCn’C Records, 1999. Germany-USA
- 14. Hungarian Rhapsody, music. Kálmán Oláh, GOOD International Co. 2002. Korea
- 15. Contrasts + Parallels, music by: Oláh Kálmán Trio, MA Recordings 2004. Japan

## Filmjei
- The ladies (2007)
- Majd az idő kipörgeti (2008) (szerkesztő-riporter)
- Porréflmek Lovász Irénről:
- HÍRTV – Valaki címmel 2008. december 24-én és 25-én két részben vetítették. Rendezte: Tuba Mariann.
- Magyar Televízió – az M2 Arcpoetika sorozatban Lovász Irén címmel 2009. április 5-én sugározta. Rendezte: Fülöp Virág.
- DunaTv – a Szerelmes Földrajz sorozatban portréfilm: Balatoni „Szirén”-hangok címmel 2009 októberében. Rendezte: Hollós László.
- DunaTv – Gyógyító hangok. Koncertfilm, Szent István Bazilika, 2007. Rendezte: Tari János.

## Díjai, kitüntetései
- A Népművészet Ifjú Mestere (1981)
- a Német Zenekritikusok Díja / Preis der Deutschen Schallplattenkritik (1996)
- eMeRTon-díj: AZ ÉV LEGJOBB ÉNEKESNŐJE (2003)
- Bartók Béla-díj (2006)
- Magyar Művészetért díj (2009)
- Érdemes művész (2020)
- Kossuth-díj (2021)[2]
- Balatonszabadi díszpolgára (2022)
- Magyar Örökség díj (2022)

## Magánélete
Solymáron él. Gyermekei: Kristóf (1994), Anna (1996) és Júlia (1996).